# Тыпков, Димитр
Дими́тр Кири́лов Ты́пков (болг. Димитър Кирилов Тъпков; 12 июля 1929, София, Болгария — 7 мая 2011, там же) — болгарский композитор и педагог. Народный артист НРБ.

## Биография
В 1956 году окончил Болгарскую консерваторию у Марина Големинова (композиция). В 1962—1965 годах — оргсекретарь Болгарского союза композиторов. С 1967 года — директор Софийской народной оперы. С 1974 года — заместитель директора Института искусствоведения при Болгарской академии наук. Занимался обработками народных песен. С 1974 года преподавал композицию в Болгарской консерватории, где в 1976 году становится профессором, а в 1979—1982 годах — ректором.

## Сочинения
- «Реквием памяти Сонгми» для оркестра (1970)
- оркестровая увертюра «Повесть о Беласице» / Повест за Беласица (по Николаю Райнову[болг.], 1957)
- Концерт для оркестра (1969)
- Рапсодический дивертисмент для оркестра (1970)
- Фольклорная сюита для струнного оркестра (1975)
- «Кантата о мире» для хора с оркестром / Кантата за мира (1976)
- «Сентябрьская увертюра» для оркестра / Сентемврийска увертюра (1974)
- «Плач» для оркестра / Lamento (1976)
- концерт для арфы с оркестром (1970)
- струнные квартеты
- инструментальные пьесы

## Награды
- 1971 — Заслуженный артист НРБ
- 1976 — премия ЮНЕСКО («Кантата о мире»)
- 1980 — Народный артист НРБ